# Les Formes élémentaires de la vie religieuse
Les Formes élémentaires de la vie religieuse : le système totémique en Australie est un essai du sociologue français Émile Durkheim paru en 1912. C'est une des plus importantes de ses œuvres.
Durkheim écrit ce livre avec un but double : d'abord il explique ce qui crée une société, ce qui la tient ensemble ; ensuite il éclaircit l'influence de la société sur la pensée logique. Pour Durkheim, la religion est la clé utilisée pour déverrouiller ces deux problématiques. 
Dans ce livre, Durkheim argumente que les représentations religieuses sont des représentations collectives : l'essence du religieux ne peut être que le sacré. Le sacré est une caractéristique qui se trouve universellement dans toutes les religions. Le sacré, être collectif et impersonnel, représente ainsi la société elle-même. Ensuite il affirme que la société a des répercussions majeures dans la genèse de la pensée logique. C'est la société qui fournit à l'individu les catégories (le temps, l'espace, le nombre etc.) et les concepts nécessaires pour la pensée logique.

## La Religion et la société pour Durkheim
Pour Durkheim, la religion et la société sont presque des synonymes et la religion émerge comme lien social fondamental. D'après lui, “une société n’est pas simplement constituée par la masse des individus qui la composent, par le sol qu’ils occupent, par les choses dont ils se servent, par les mouvements qu’ils accomplissent, mais, avant tout, par l’idée qu’elle se fait d’elle-même.” Une société est plus que la somme des parties et l'image qu'a une société d'elle-même représente cette existence idéale et supra-individuelle. Pour Durkheim, l'image qu'une société se donne d'elle-même prend toujours la forme de la religion. Il écrit donc Les formes élémentaires de la vie religieuse afin de mieux éclaircir ce phénomène.

### Définition de la religion
Dans Les formes élémentaires de la vie religieuse, Durkheim définit la religion ainsi : 

« Une religion est un système solidaire de croyances et de pratiques relatives à des choses sacrées, c'est-à-dire séparées, interdites, croyances et pratiques qui unissent en une même communauté morale, appelée Église, tous ceux qui y adhèrent. »

Les choses sacrées sont au cœur de toute religion et ne font pas nécessairement allusion à une force surnaturelle, comme Dieu, mais peuvent prendre la forme de n'importe quel objet, qu'il soit matériel, comme une plume, un drapeau, une croix, ou une pierre, ou bien surnaturel. Il montre aussi une première opposition entre le sacré d'une part et le profane de l'autre. Le sacré est atteint par l'intermédiaire de rites particuliers.
Cette définition relève d'une étude des ethnologies de plusieurs tribus dans le monde (principalement les aborigènes d'Australie et les Indiens de l'Amérique du Nord, qu'il considère les plus "primitifs" et donc les moins complexes et les plus faciles à étudier). Il dresse une comparaison croisée de leurs rites et croyances pour trouver ce qu'ils ont de commun. En faisant cela, il fonde les notions de sacré, église, rites, et communauté morale que nous voyons dans sa définition de la religion. Il aborde une explication de ces éléments dans sa description de ce qu'il nomme les moments d'effervescence collective, le point d'origine de toute religion.

### L'effervescence collective
D'après Durkheim, la religion se crée dans des moments de ce qu'il nomme "effervescence collective". Ces moments arrivent quand tous les individus d'un groupe sont rassemblés pour communiquer "dans une même pensée et dans une même action." “Une fois les individus assemblés il se dégage de leur rapprochement une sorte d’électricité qui les transporte vite à un degré extraordinaire d’exaltation.” Durkheim appelle cette énergie 'mana'.  On peut voir aujourd'hui cette force mana dans les stades de football ou lors des réunions nationales politiques. Ensuite, pour que la société puisse prendre conscience de cette force mana, il faut qu'elle soit projetée sur un objet externe, matériel. Comme il dit, "La force religieuse n’est que le sentiment que la collectivité inspire à ses membres, mais projeté hors des consciences qui l’éprouvent, et objectivé. Pour s’objectiver, il se fixe sur un objet qui devient ainsi sacré”. Ainsi, la société devient consciente de soi, de sa propre unité, et une religion est née. 
Il est important de comprendre que le symbole religieux ne fait qu'hypostasier la force de la société, et le pouvoir de la société coule à travers l'objet sacré. Cette force est réelle, souligne Durkheim, et donc, même si le dogme ou la doctrine de la religion sont faux, l'expérience religieuse est fondée sur une force physique, une sorte d'électricité que nous ne pouvons pas écarter comme une simple illusion. 
Ces moments d'effervescence collective doivent aussi être rejoués si la religion doit maintenir sa force parmi ses adhérents. C'est pour cette raison qu'il y a tellement de rites religieux ou d'autres cérémonies collectives, comme les rites mimétiques (induire les événements naturels tels que la pluie), les rites piaculaire (funéraire), célébratoire, sacrificiel etc. Si la société n'arrive pas à accomplir ces rites, elle risque de mourir. Comme dit Durkheim, “Que l’idée de la société s’éteigne dans les esprits individuels, que les croyances, les traditions, les aspirations de la collectivité cessent d’être senties et partagées par les particuliers, et la société mourra”. Ces rites sont, donc, d'ordre primaire pour la société.
Tous les groupes humains ont une religion, ce qui mène Durkheim à dire que la religion, soit la société, est une caractéristique de la condition humaine. Autrement dit, aussi longtemps que l'homme se trouve rassemblé en groupe, il va se former une religion d'une certaine forme.

### La mort des dieux
« Les anciens dieux vieillissent ou meurent, et d’autres ne sont pas nés. »

Dans la conclusion des Formes élémentaires de la vie religieuse, Durkheim discute de la chute du christianisme comme religion de l'occident. Il indique que la religion chrétienne ne tient plus la société occidentale en forme, cela dû au fait que la vie moderne dépasse de loin la doctrine du christianisme. Comme il dit: 

« Les grandes choses du passé, celles qui enthousiasmaient nos pères, n'excitent plus chez nous la même ardeur, soit parce qu'elles sont entrées dans l'usage commun au point de nous devenir inconscientes, soit parce qu'elles ne répondent plus à nos aspirations actuelles ; et cependant, il ne s'est encore rien fait qui les remplace. Nous ne pouvons plus nous passionner pour les principes au nom desquels le christianisme recommandait aux maîtres de traiter humainement leurs esclaves, et, d'autre part, l'idée qu'il se fait de l'égalité et de la fraternité humaine nous paraît aujourd'hui laisser trop de place à d'injustes inégalités. »

Les normes, la moralité, et la métaphysique chrétiennes n'ont plus de sens et ne nous inspirent plus. Il s'agit, alors, d'une crise de moralité importante, dont d'autres auteurs (comme Nietzsche, par exemple) parlent. Cette situation laisse la société sans centre fixe, sans autorité, et dans un état de désagrégation.
Néanmoins, Durkheim trouve dans l'occident les éléments d'une nouvelle religion, ce qu'il appelle le 'culte de l'individu', une religion qui a comme objet sacré l'individu. Il voit la Révolution française comme premier cas d'effervescence collective pour cette religion.

## Durkheim et le logos
Dans Les formes élémentaires de la vie religieuse Durkheim fait référence surtout à Kant, et réinterprète la théorie Kantienne de la genèse des catégories. Il critique l'idée kantienne que les catégories comme le temps, l'espace, ou le nombre, sont présentes à l'homme a priori. D'après Durkheim, ces catégories ne sont pas universellement partagées par l'humanité a priori, mais sont plutôt déterminées par les cultures qui les créent. Durkheim dit des catégories comme le temps et l'espace:

« Non seulement c'est la société qui les a instituées, mais ce sont des aspects différents de l'être social qui leur servent de contenu : la catégorie de genre a commencé par être indistincte du concept de groupe humain; c'est le rythme de la vie sociale qui est à la base de la catégorie de temps ; c'est l'espace occupé par la société qui a fourni la matière de la catégorie d'espace ; c'est la force collective qui a été le prototype du concept de force efficace, élément essentiel de la catégorie de causalité. »

Cela vaut pour toutes les catégories, y compris la catégorie de totalité,  catégorie la plus importante pour Durkheim.
Le même vaut pour la langue, ou bien les concepts; ils sont des produits de la collectivité, des éléments essentiellement partagés. Cela veut dire, paradoxalement, que la langue existe hors de l'individu et indépendamment de lui (puisque l'individu est contraint d'utiliser des mots qui ont du sens pour les autres), mais aussi dans et à travers l'individu qui parle. Comme dit Durkheim: 

« La nature du concept, ainsi défini, dit ses origines. S'il est commun à tous, c'est qu'il est l'œuvre de la communauté. Puisqu'il ne porte l'empreinte d'aucune intelligence particulière, c'est qu'il est élaboré par une intelligence unique où toutes les autres se rencontrent et viennent, en quelque sorte s'alimenter. [...] Toutes les fois que nous sommes en présence d'un type   de pensée ou d'action, qui s'impose uniformément aux volontés ou aux intelligences particulières, cette pression exercée sur l'individu décèle l'intervention de la collectivité. D'ailleurs, nous disions précédemment que les concepts avec lesquels nous pensons couramment sont ceux qui sont consignés dans le vocabulaire. Or il n'est pas douteux que le langage et, par conséquent, le système de concepts qu'il traduit, est le produit d'une élaboration collective. Ce qu'il exprime, c'est la manière dont la société dans son ensemble se représente les objets de l'expérience. Les notions qui correspondent aux divers éléments de la langue sont donc des représentations collectives. »

Durkheim ajoute, s'appuyant sur Platon:

« Mais si ce sont, avant tout, des représentations collectives, ils ajoutent, à ce que peut nous apprendre notre expérience personnelle, tout ce que la collectivité a accumulé de sagesse et de science au cours des siècles. Penser par concepts, ce n'est pas simplement voir le réel par le côté le plus général ; c'est projeter sur la sensation une lumière qui l'éclaire, la pénètre et la transforme. Concevoir une chose, c'est en même temps qu'en mieux appréhender les éléments essentiels, la situer dans un ensemble ; car chaque civilisation a son système organisé de concepts qui la caractérise. En face de ce système de notions, l'esprit individuel est dans la même situation que le noûs (νοῦς) de Platon en face du monde des Idées. Il s'efforce de se les assimiler, car il en a besoin pour pouvoir commercer avec ses semblables. »

Notre manière de conceptualiser le monde et de parler de lui est en large mesure déterminée par la société dans laquelle nous vivons. Plus encore, la société prend une part active à notre perception de la réalité; elle nous dévoile certains éléments de la réalité en même temps qu'elle nous en cache certains autres. La société nous donne un langage infiniment riche qui dépasse nos propres expériences personnelles et nous aide à encadrer nos propres conceptualisations du monde. Elle fixe l'entrée de jeu de toute expression linguistique. 
Ces déclarations devancent d'au moins cinquante ans celles faites dans le même sens par d'autres philosophes, comme Michel Foucault dans Les mots et les choses. Ainsi, Durkheim, comme Friedrich Nietzsche, peut être considéré comme un des premiers philosophes à contourner le modèle de l'égo cartésien qui conceptualise l'individu rationnel dans un état pur et absolument autonome, déconnecté des influences extérieures qui peuvent obscurcir sa logique et son jugement. 
- Quelques autres citations clés du livre Les formes élémentaires de la vie religieuse:

« La matière de la pensée logique est faite de concepts.  Chercher comment la société peut avoir joué un rôle dans la genèse de la pensée logique revient donc à se demander comment elle peut avoir pris part à la formation des concepts. »

« Elles [les représentations collectives] correspondent à la manière dont la société dans son ensemble se représente les objets de l’expérience. »

« Et puisque la pensée logique commence avec le concept, il suit qu’elle a toujours existé, il n’y a pas eu de période historique pendant laquelle les hommes auraient vécu, d’une manière chronique, dans la confusion et la contradiction. »

« Puisque l’univers n’existe qu’autant qu’il est pensé-et puisqu’il n’est pensé totalement que par la société, il prend place en elle. »

« La pensée vraiment et proprement humaine n’est pas une donnée primitive ; c’est un produit de l’histoire. »

« Le contenu même de ces notions témoigne dans le même sens. Il n'est guère de mots, en effet, même parmi ceux que nous employons usuellement, dont l'acception ne dépasse plus ou moins largement les limites de notre expérience personnelle. Souvent un terme exprime des choses que nous n'avons jamais perçues, des expériences que nous n'avons jamais faites ou dont nous n'avons jamais été les témoins. Même quand nous connaissons quelques-uns des objets auxquels il se rapporte, ce n'est qu'à titre d'exemples particuliers qui viennent illustrer l'idée, mais qui, à eux seuls, n'auraient jamais suffi à la constituer. Dans le mot, se trouve donc condensée toute une science à laquelle je n'ai pas collaboré, une science plus qu'individuelle ; et elle me déborde à un tel point que je ne puis même pas m'en approprier complètement tous les résultats. Qui de nous connaît tous les mots de la langue qu'il parle et la signification intégrale de chaque mot ? »